# Sollerön
Sollerön – miejscowość (tätort) w Szwecji, w regionie administracyjnym (län) Dalarna, w gminie Mora.
Według danych Szwedzkiego Urzędu Statystycznego liczba ludności wyniosła: 860 (31 grudnia 2015), 895 (31 grudnia 2018) i 903 (31 grudnia 2019).